# Papilio aegeus
Papilio aegeus là một loài bướm thuộc họ Papilionidae. Loài này có ở miền Đông Úc.
Đây là loài bướm lớn nhất được tìm thấy ở Brisbane nơi có nhiều cây citrus để ấu trùng ăn.

## Hình dạng

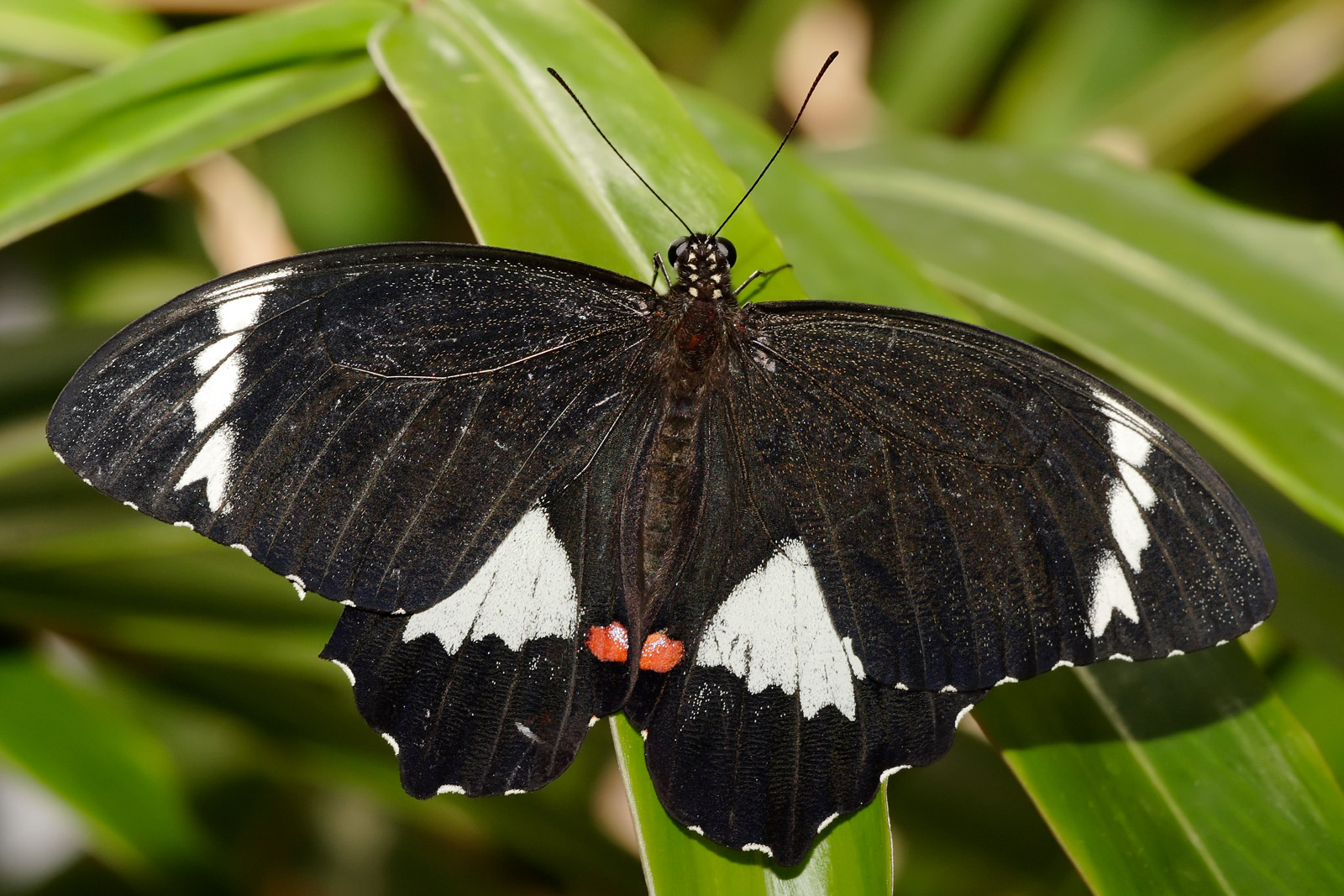
Male Orchard Butterfly, Melbourne Zoo.